# زرین‌شهر
زرین شهر (با نام قدیمی ریز) مرکز شهرستان لنجان در جنوب غربی استان اصفهان و در کنار زاینده‌رود قرار دارد. زرین‌شهر در فاصله ۳۱ کیلومتری از شهر اصفهان قرار دارد.
اماکن تاریخی به جای مانده از گردش زمان در این شهر دربرگیرنده مسجد صباحی، مسجد جامع زرین شهر (رحیم خان)، برج کبوتری شرقی، گرمابه حاج رضاقلی و گرمابه دوقلو هستند که اکثر آنها در فهرست آثار ملی به ثبت رسیده‌اند.

## پیشینه
مرکز شهرستان لنجان به سبب مجاورت با زاینده رود در سال ۱۳۳۶ طبق مصوبه شورای شهر ریز، با الهام از نام کهن زرین‌رود به زرین‌شهر تغییر نام یافت. به گفتهٔ باستان‌شناسان، اشیاء کشف شده در تله‌های باغ محمود، باغ دراز و تله کافر که در جنوب این شهر و در مجاورت مادی (جوی) کهن ریز قرار دارد، برآمده از دل معدودی از تپه‌های باستانی مسیر زاینده رود می‌باشد که از لحاظ تاریخی هم دوره با تمدن سیلک کاشان است.

سنگ قبر بدست آمده در مجاورت قلعه تاریخی ریز مربوط به ربیع‌الثانی ۹۹۴ ه‍. ق

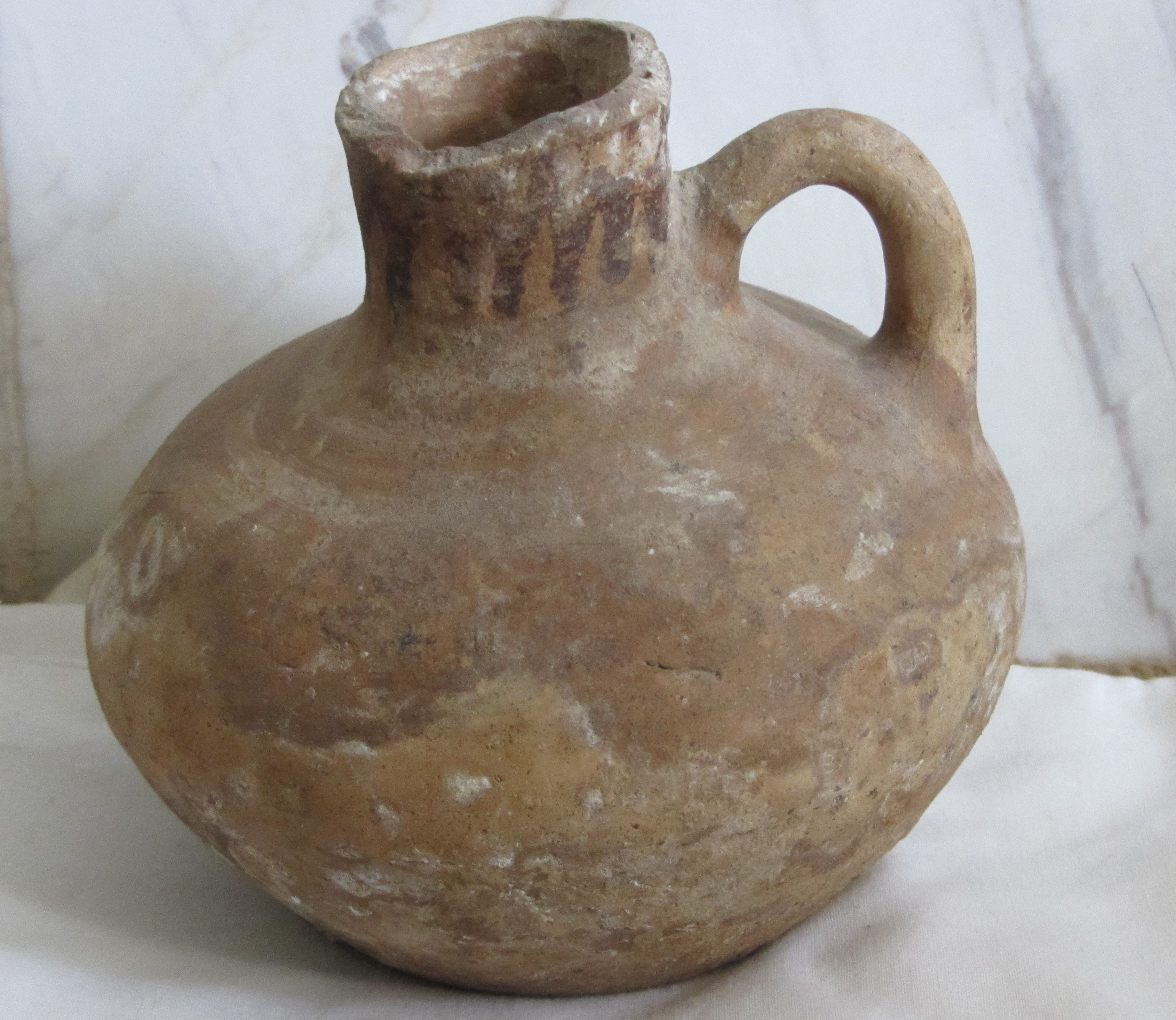
سفال یافت شده در تپه‌های باغ دراز زرین شهر

از دیگر آثار تاریخی فرهنگی این منطقه می‌توان به مسجد صباحی (منسوب به دوره فرقه اسماعیلیه) حمام صحرایی با کتیبه ۸۰۰ ساله، قلعه اعراب، پل شاه‌نشین و تالار کهن ریز، آسیابها، کبوتر خانه‌ها و عصارخانه، حمام‌های خزانه‌ای، حمام حاج رضاقلی، قلعه‌های دفاعی و مساجد گوناگون اشاره کرد که به جز مسجد رحیم خان (جامع) قلعه حسین‌آباد و باغ برجی شرق ریز، مربوط به دوره قاجار و حوزه علمیه قدیمی ریز کلیه آثار ذکر شده در هجوم صنعت و توسعه بی حساب همچون دیگر نمادهای تاریخی فرهنگی شهر از صفحه روزگار محو شده است.

## مشاهیر
- اسماعیل بن محمد ریزی

نویسنده کتاب حیات النفوس در فلسفه اشراق بین سالهای ۶۷۳ تا ۶۷۵ قمری که نسخه ای از آن در کتابخانه دانشگاه تهران موجود است.
- زین العابدین ریزی

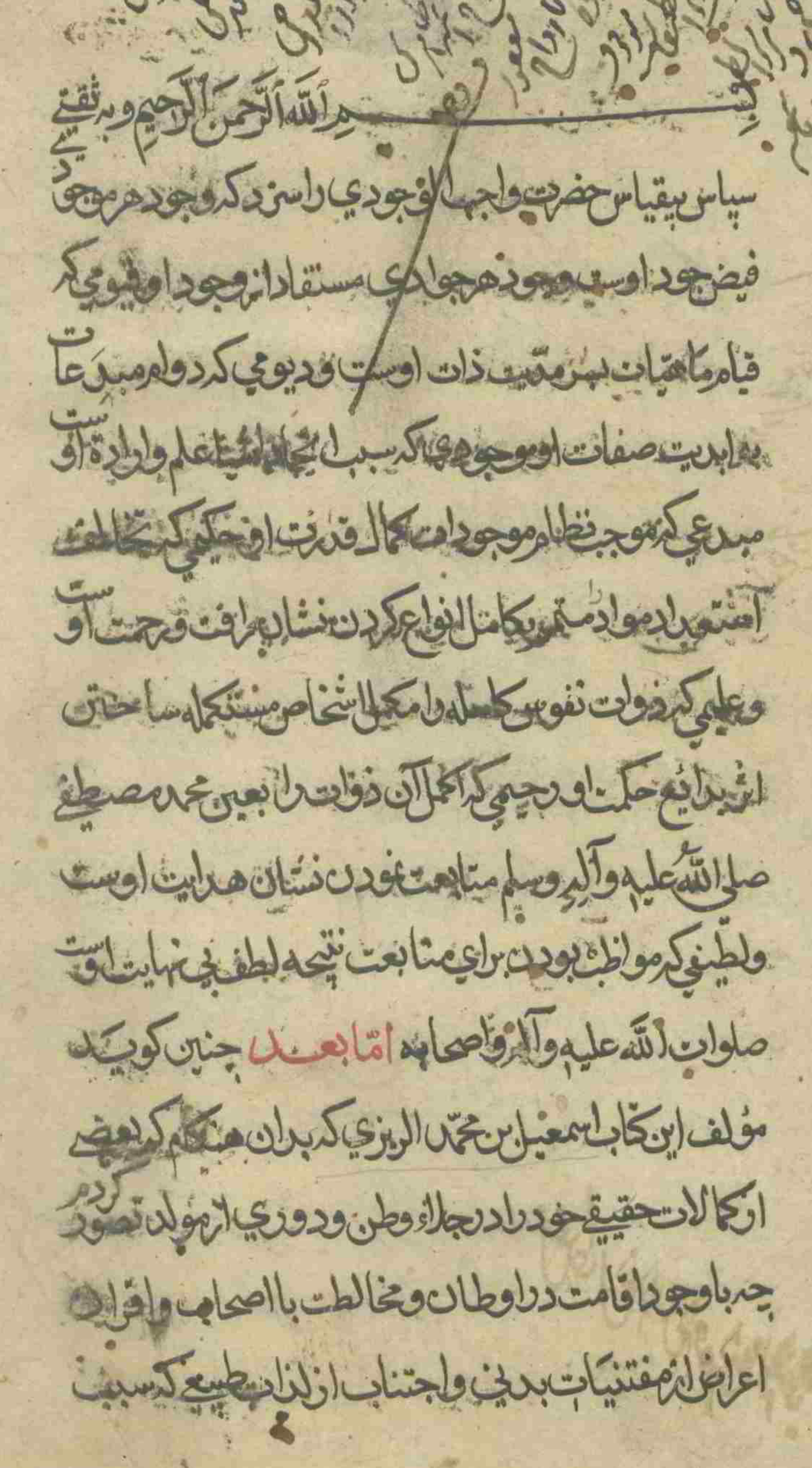
برگ نخست کتاب حیات النفوس نوشته اسماعیل بن محمد ریزی در قرن هفتم هجری قمری

کاتب مدارک الاحکام فی شرح شرایع الاسلام در تاریخ دوشنبه ۲۶ ربیع الاول ۱۰۶۱ قمری که در کتابخانه ابن مسکویه موجود است.
- محمد مقیم ریزی

کاتب کتاب الفواید در تاریخ شوال ۱۰۴۲ قمری که در کتابخانه آیت الله مرعشی نجفی موجود است.

## جمعیت‌شناسی
جمعیت شهر زرین‌شهر در سرشماری سال ۱۳۹۵ برابر با ۵۵٬۸۱۷ نفر و ۱۷٬۸۲۱ خانوار بوده است.

### زبان
زرین شهر دارای گویش ترک زبان و فارس زبان و مهاجرانی که برای کار در شرکت های ذوب آهن در شهر ساکن شده اند.

## صنایع
کارخانه ذوب آهن، کارخانه فولاد سبا (وابسته به فولاد مبارکه) کارخانه صنایع دفاع، کارخانه نوید منگنز و زرین خودرو از جمله صنایع این منطقه‌اند.

### صنایع دستی
شهرستان لنجان همانند دیگر شهرستان‌های استان اصفهان از قابلیت‌های بالقوه صنایع دستی در شهرستان برخوردار است.

## اماکن تاریخی

### مسجد جامع زرین شهر
از معدود بناهایی تاریخی شهرستان لنجان است که با شماره ۱۵۱۹۰ در فهرست آثار ملی به ثبت رسیده است. قدمت آن مربوط به اوایل دوران قاجار است این مسجد به وسیلهٔ محمد رحیم خان ریزی ساخته شده و دارای یک شبستان اصلی و تعدادی طاقنما در محوطه حیاط با تزئنیات آجرکاری خفته –راسته و آجرکاری معقلی و کاشیکاری است شبستان جبههٔ شمالی آن الحاقی است که در دهه‌های اخیر ساخته شده است که پیش از این کاریز بزرگی از حیاط آن می‌گذشت و دارای سنگ آب ارزشمند تاریخی بود که هم‌اکنون نیز موجود است. در این مسجد علما و خوانین و کدخدایان زرین شهر در اطاقهای مخصوصی دفن هستند.

### گرمابه حاج رضاقلی زرین شهر
این گرمابه از نوع دوقلو (زنانه و مردانه) با دیرینگی قاجاریه است که به تازگی با شماره ۳۱۱۹۹/۱۳۹۴ در فهرست آثار ملی ایران به ثبت رسیده است.

### کبوترخانه باغ برجی شرقی زرین شهر
این کبوترخانه از نوع دو استوانه‌ای و بادیرینگی صفویه است که با شماره ۱۹۲۱۷/۱۳۸۶ در فهرست آثار ملی ایران ثبت شده است.

### پل کله
قدمت پل مربوط به اواخر دوران صفوی است که در حال حاضر به علت عدم توجه به فرسودگی‌های نما و اجرای ساخت و سازهای غیراصولی در معرض خطر است. قلعه چهار برج: بنای زیبایی است بر فراز بلندی تپه که در شهر زرین، شهر از شهرستان لنجان واقع شده است. قدمت آن به اواخر دوره صفوی و اوایل قاجار می‌رسد و چهار برج دیده‌بانی دارد.

### کبوترخانه
کبوترخانه‌های زیبایی در اقصی نقاط شهرستان لنجان با زیبایی‌های خاص خود وجود دارند که دیدن آن‌ها خارج از لطف نیست. در کرچگان برج کبوتر ۲۰۰ ساله موجود است که گذشته از آن به عنوان مکانی برای دیده‌بانی استفاده می‌شده است.

### گرمابه دوقلو
حمام دوقلو زرین شهر در هسته مرکزی شهر قرار دارد و شامل سربینه، گرمخانه و خزینه است و در اواخر دوره قاجار ساخته شده به شماره ۳۲۰۳۳ در فهرست آثار ملی کشور به ثبت رسیده است.

## کشاورزی
از جمله محصولات مهم این منطقه برنج است که از قدیم الایام به برنج  لنجان معروف بوده و در زرین شهر و شهرهای اطراف کشت می‌شود.
در بیشتر مناطق کشاورزی و شالیکاری (به زبان محلی: تولِکی) هنوز به صورت سنتی و با دست انجام می‌گیرد. از جمله مناطق مهم کشت برنج در زرین شهر می‌توان به قروق، طوله شغالی و باغ آقا اشاره کرد.
با توجه به وجود شالیزارهای بسیار این شهرستان یکی از بهترین محصولات برنج ایران را تولید می‌کند.
همچنین در بخش باغ‌بهادران از محصولاتی نظیر گردو، بادام و غیره نیز می‌توان نام برد.

## مراکز گردشگری
- پارک ساحلی زرین شهر
- مسجد رحیم خان مسجد جامع زرین شهر
- مناظر بسیار زیبای حاشیه زاینده رود
  - برج‌های کبوترخانه زرین شهر

### دهکده ساحلی زاینده رود
این منطقه یکی از مراکز مهم ییلاقی اصفهان محسوب می‌شود. رودخانه زاینده رود، با جلوه‌ای رؤیا گون از میان بیشه‌ها و باغ‌ها می‌گذرد و قل قل آب و آواز پرندگان در لابلای شاخسار بیشه‌ها و وزش باد درشاخ و برگ درختان آن، از زیباترین موسیقی‌هایی است که می‌توان شنید. دو سوی رودخانه پوشیده ازدرخت و سبزه زار است و با آب و هوایی دلپذیر و خنک روح را تسکین می‌دهد. هر نقطه این ناحیه تفرجگاهی زیباست، کوه، آب زلال رودخانه و بیشه و درخت و باغ وسبزه زار، به باغبادران و روستاها و چمهای اطراف آن زیبایی خیره کننده‌ای بخشیده است.

### سایر جاذبه‌ها
- پارک ساحلی زاینده رود در زرین شهر
- ویلاهای شهرداری زرین شهر
- مجموعه تفریحی و قایقرانی ذوب آهن
- منطقه گردشگری سعید آباد
- منطقه گردشگری برنجکان
- مسجد جامع زرین شهر (قاجاریه)

### پارک زرین شهر
پارک ساحلی زرین شهر
بوستان ملت،
پارک شاهد،
پارک لاله،
پارک صدرا،
پارک رضوان،
پارک جوان،
پارک گلها،
پارک رجا،
پارک حریت، پارک باغ ملی و…

## تصاویر

دانش نگاران زرین شهر
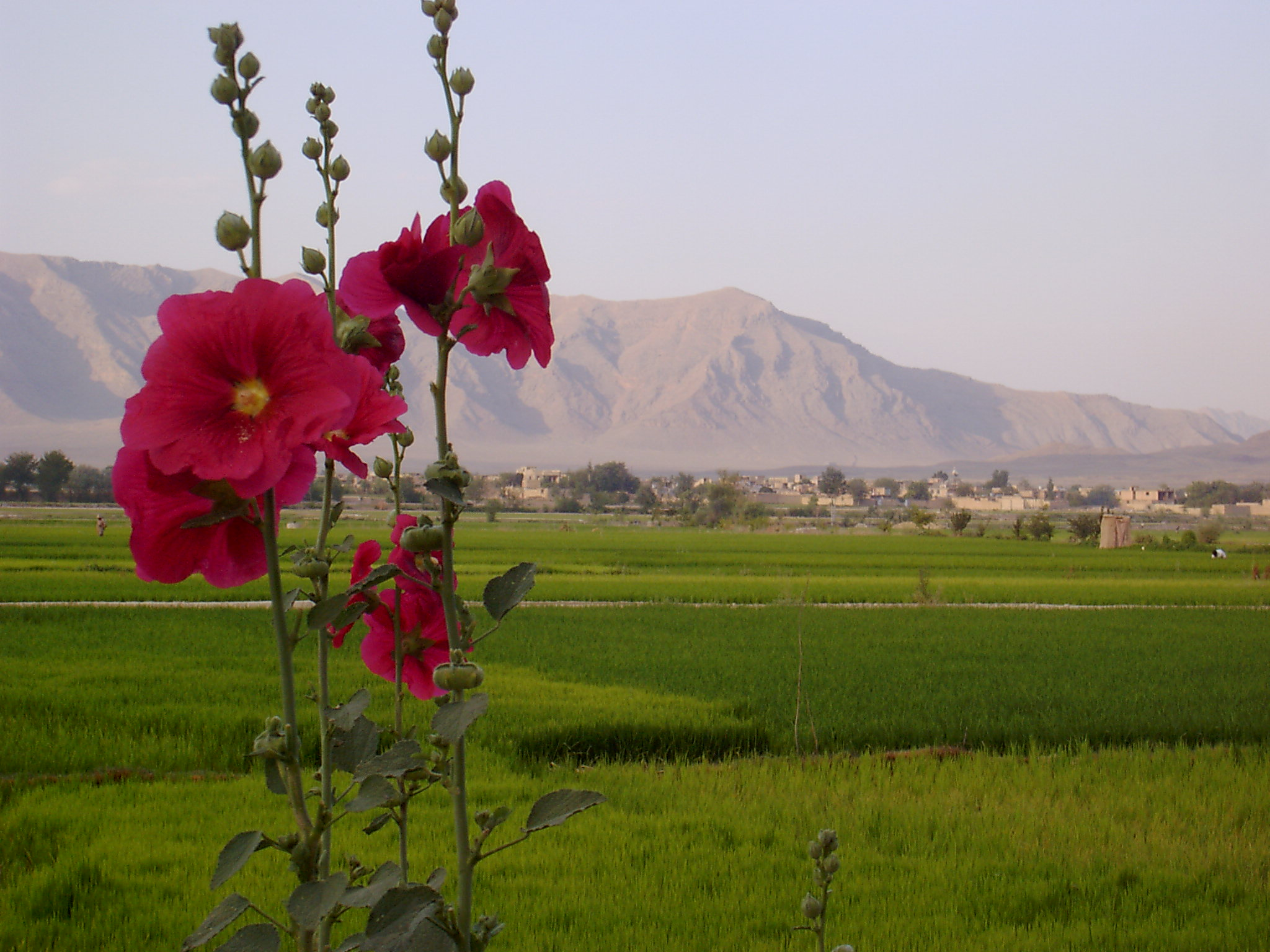
طبیعت زرین شهر
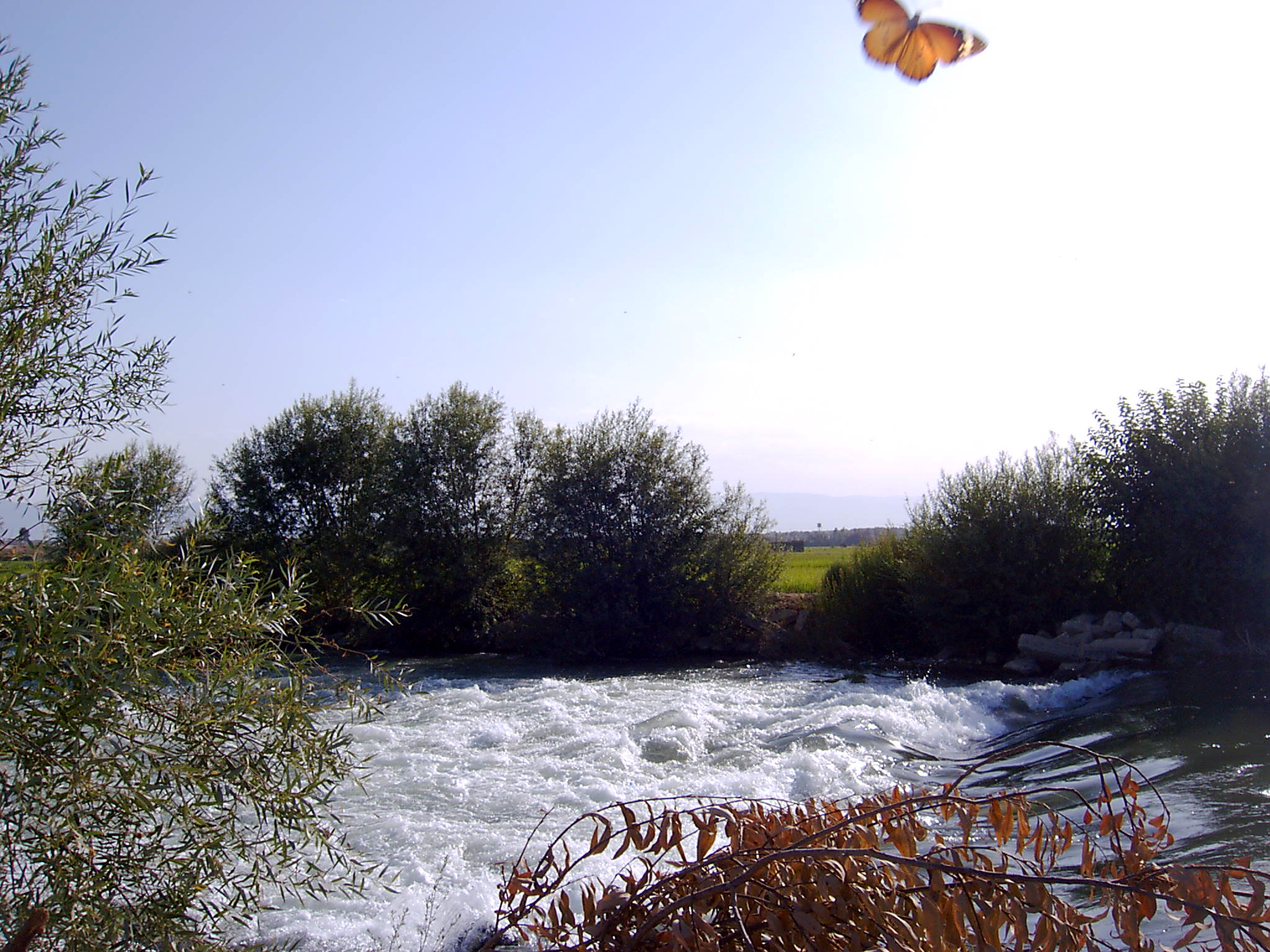
طبیعت زرین شهر
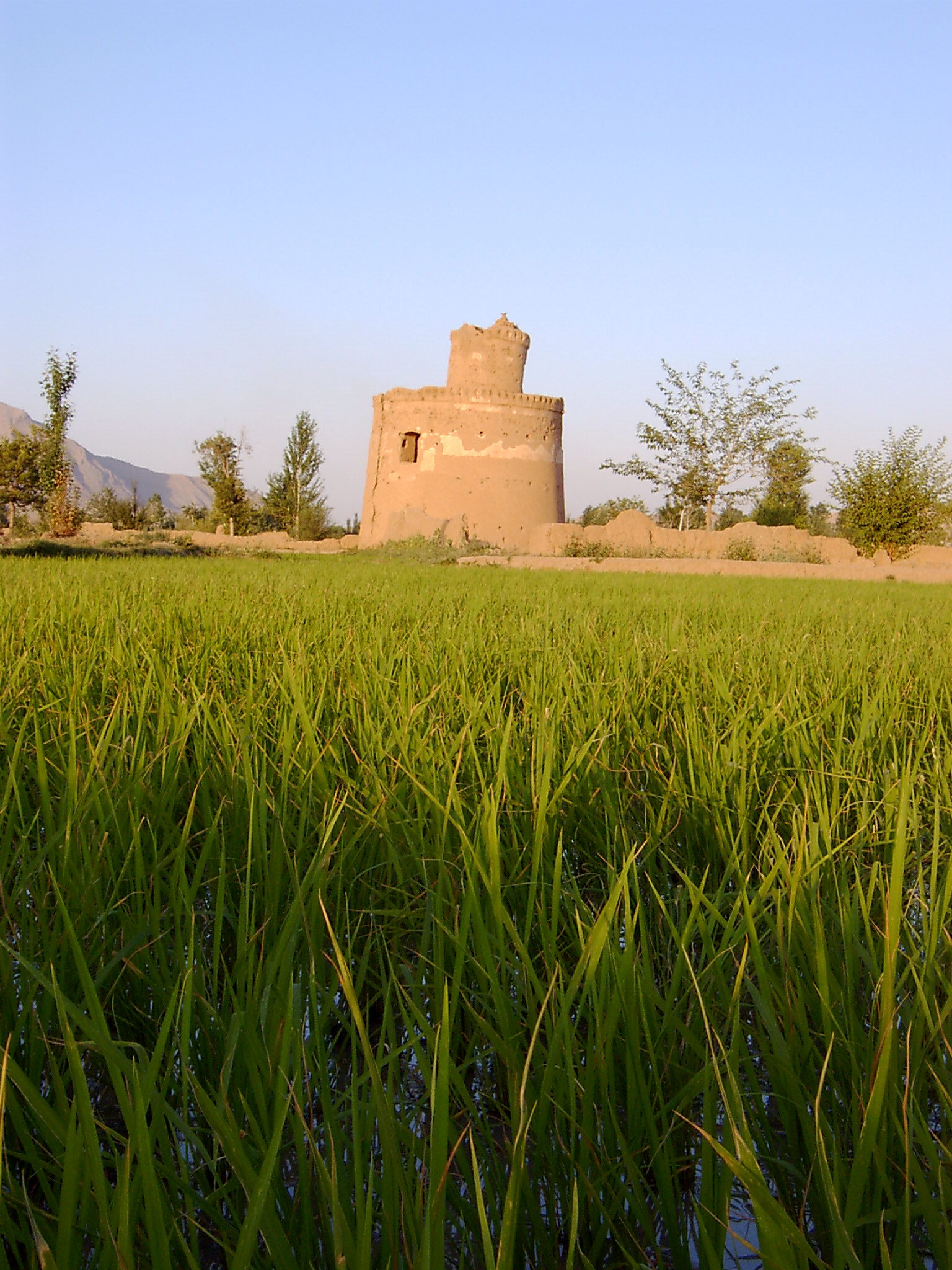
طبیعت زرین شهر
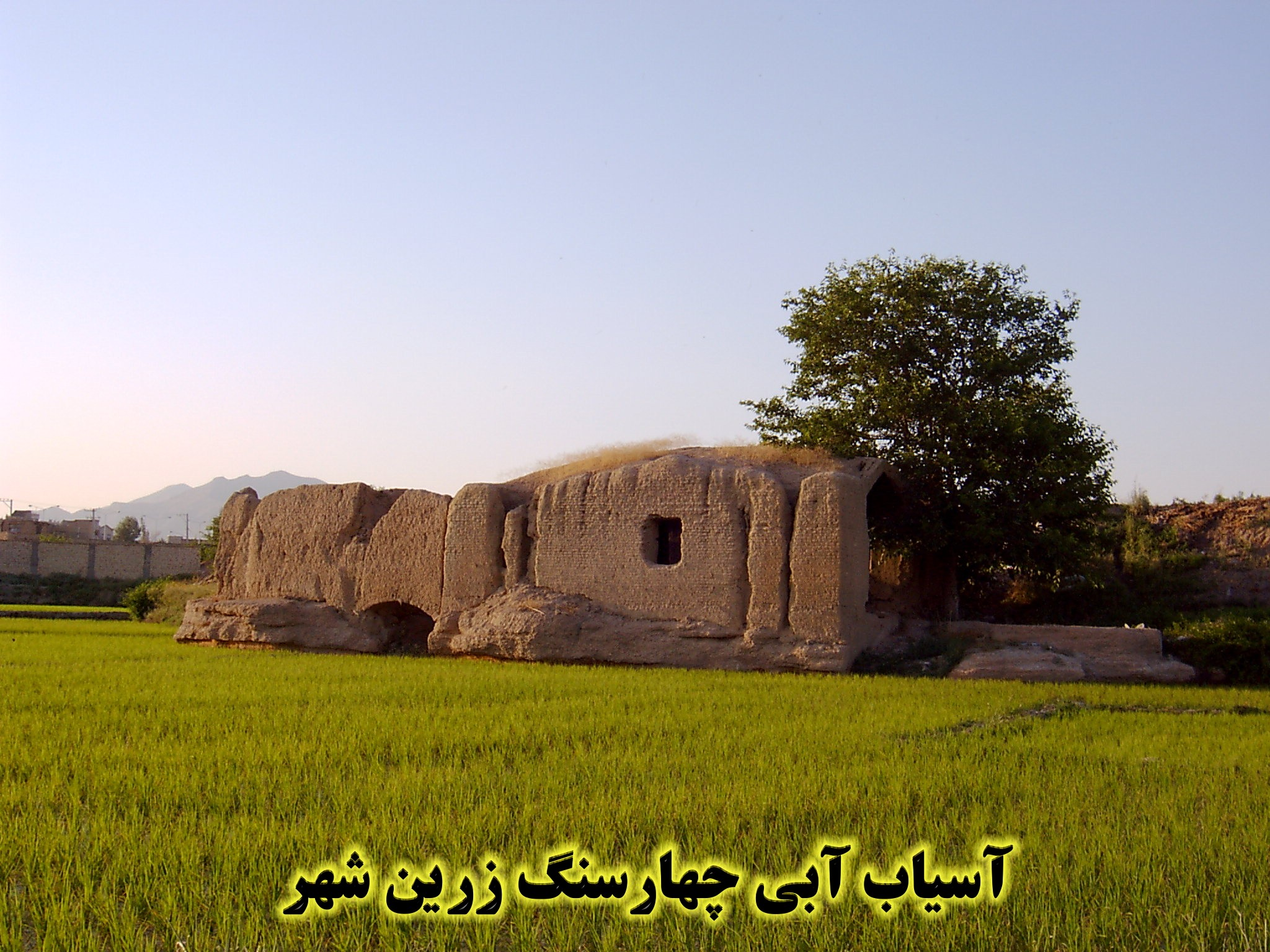
طبیعت زرین شهر
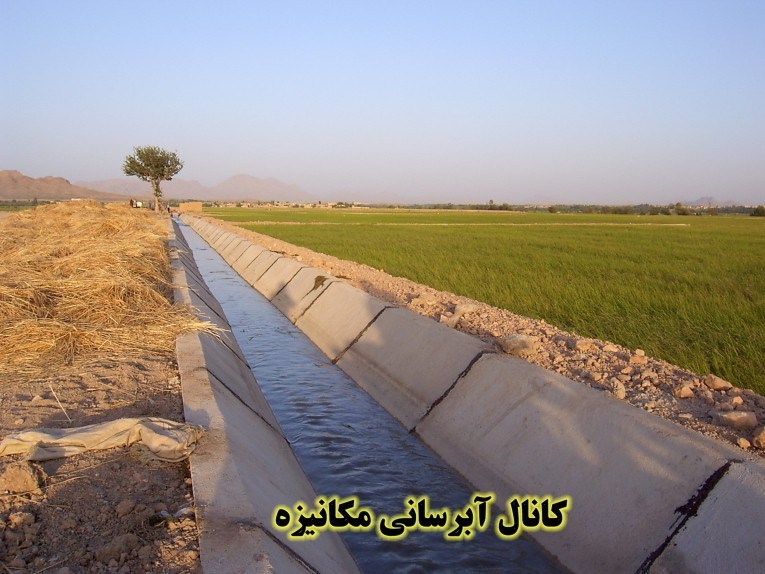
طبیعت زرین شهر
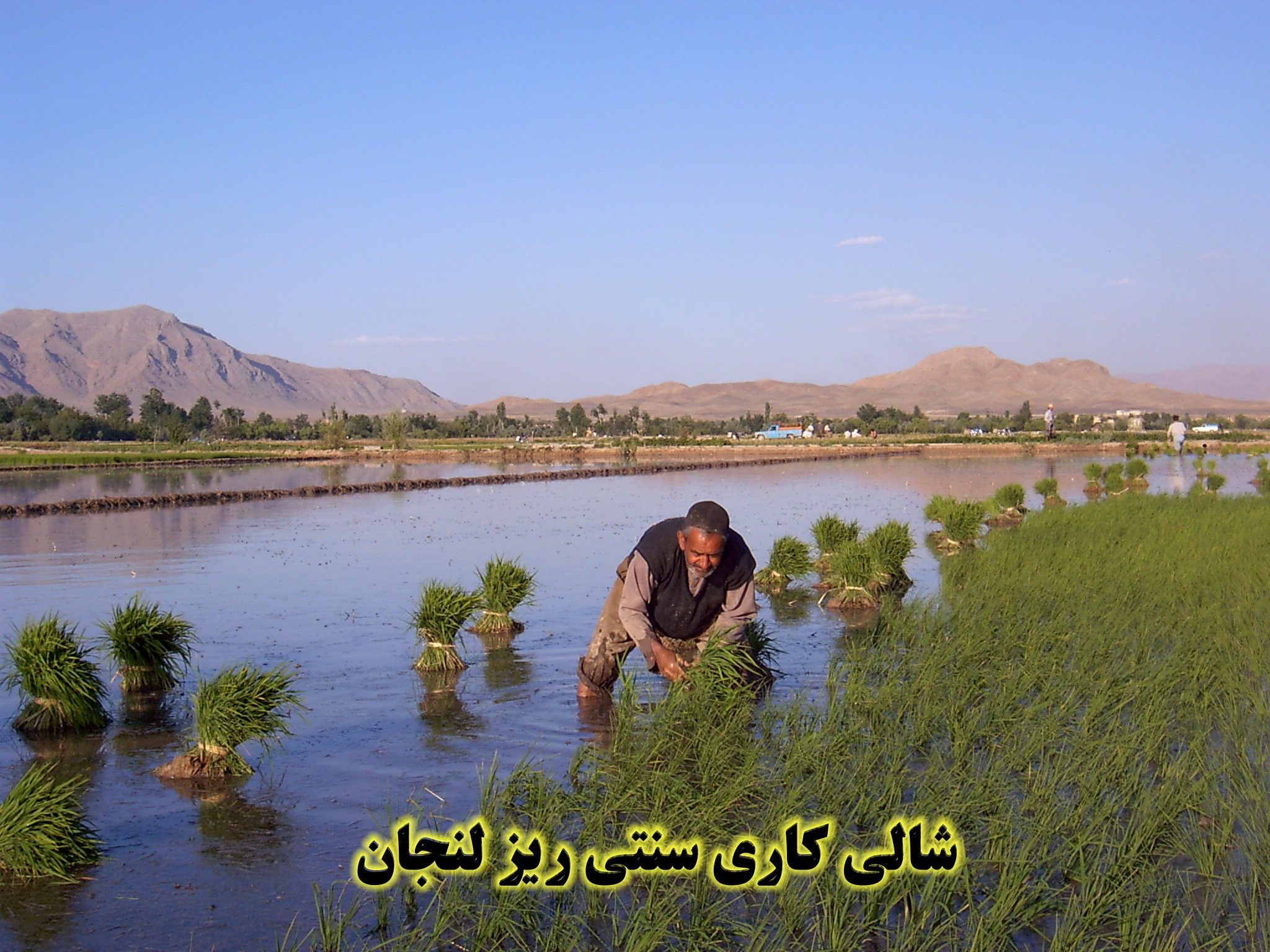
طبیعت زرین شهر
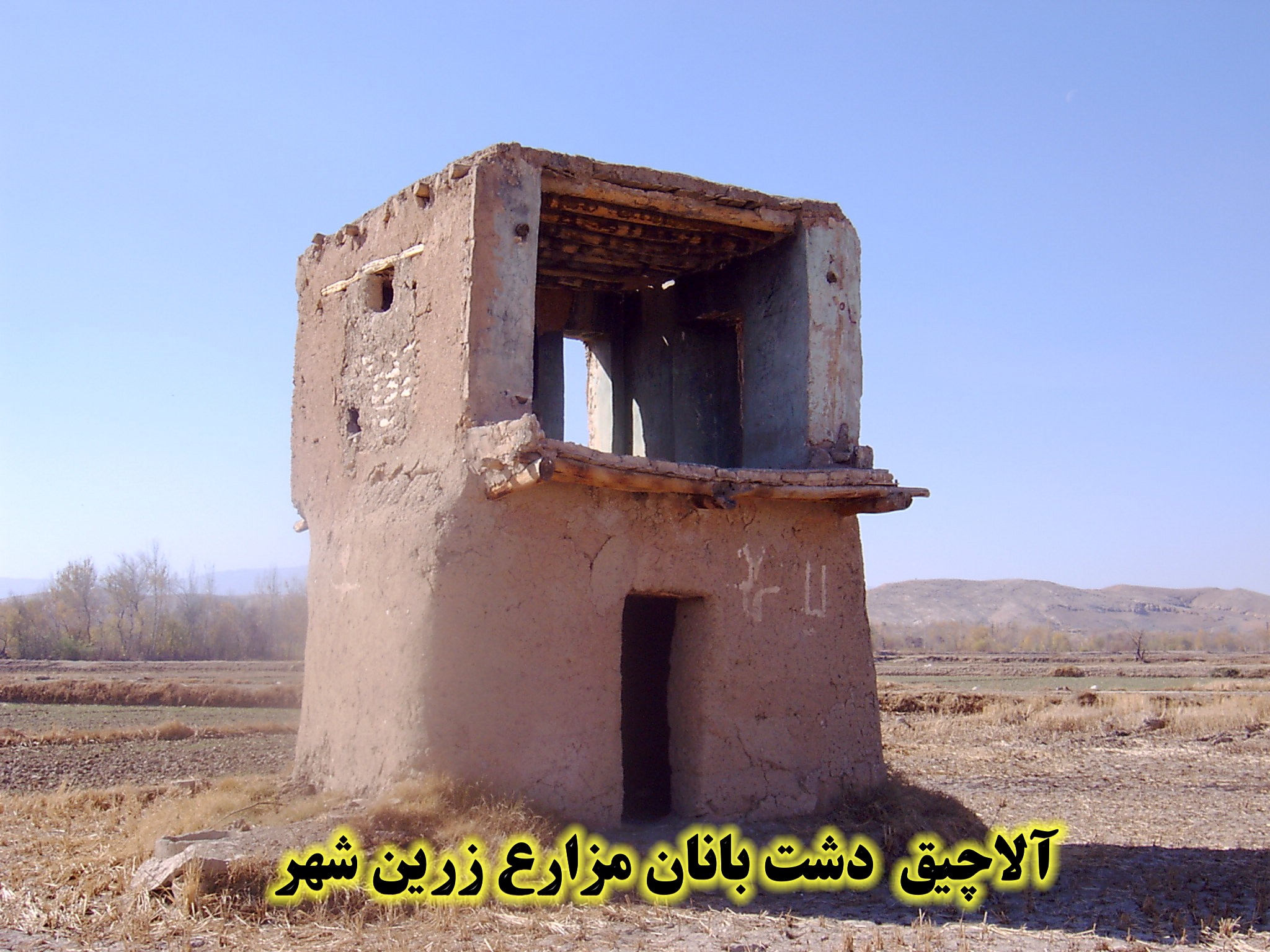
طبیعت زرین شهر
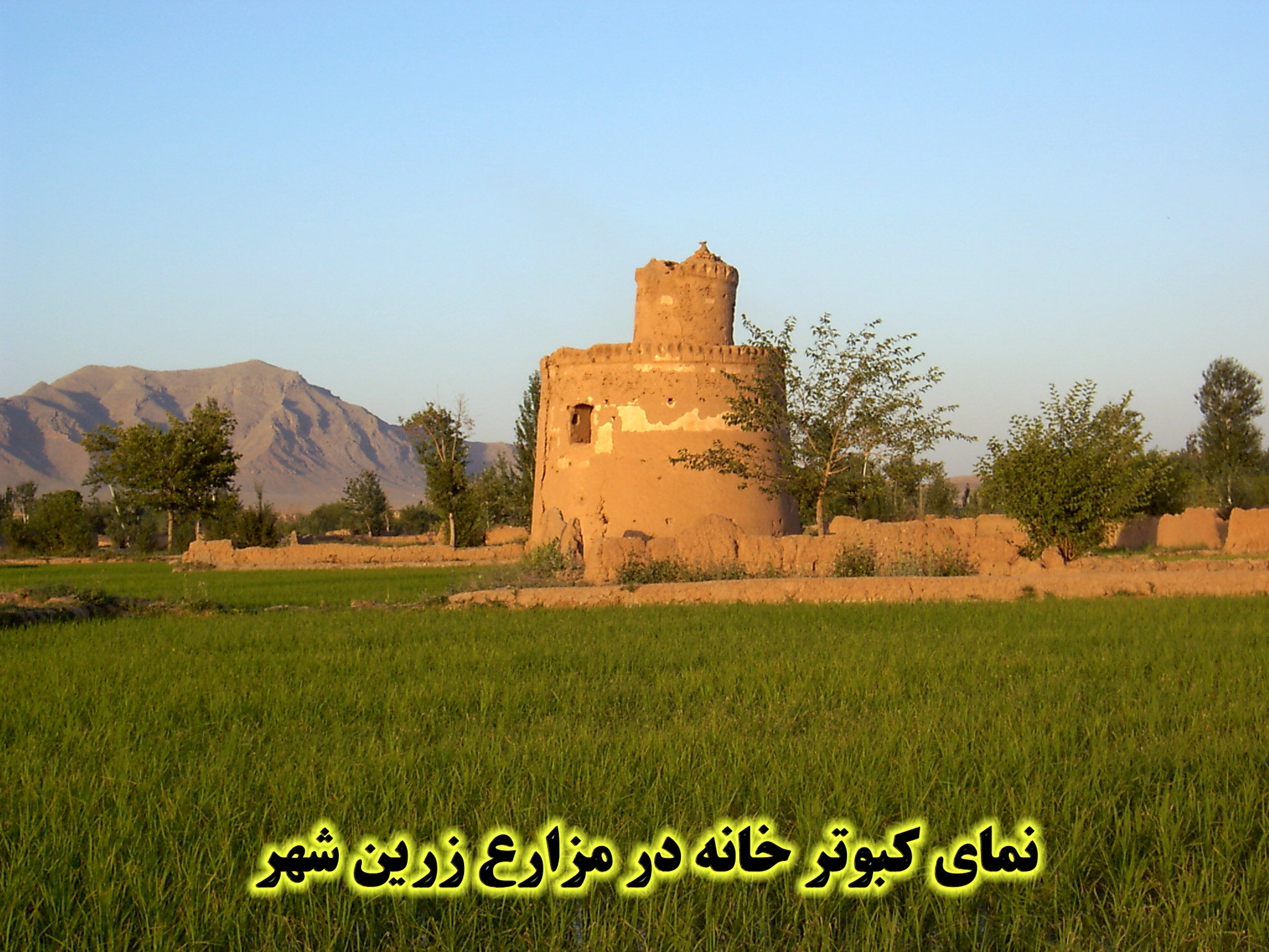
طبیعت زرین شهر